# The Profane Exhibit
Pour plus de détails, voir Fiche technique et Distribution.
The Profane Exhibit est un film d'horreur anthologique international sorti en 2013, réalisé par dix cinéastes renommés du genre à travers le monde.

## Synopsis
Le film est une anthologie composée de plusieurs segments, chacun explorant des thèmes sombres et profanes de la nature humaine.

## Segments
- Basement (inspiré de l'affaire Fritzl), réalisé par Uwe Boll
- Bridge, réalisé par Ruggero Deodato
- Mors in Tabula, réalisé par Marian Dora
- Tophet Quorom, réalisé par Sergio Stivaletti
- Goodwife, réalisé par Ryan Nicholson
- The Hell-Chef, réalisé par Yoshihiro Nishimura
- Sins of the Fathers, réalisé par Nacho Vigalondo
- Manna, réalisé par Michael Todd Schneider
- Amouche Bouche, réalisé par Jeremy Kasten
- Mother May I, réalisé par Anthony DiBlasi

## Fiche technique
- Titre original : The Profane Exhibit
- Réalisation : Uwe Boll, Nacho Vigalondo, Anthony DiBlasi, Ryan Nicholson, Michael Todd Schneider, Sergio Stivaletti, Marian Dora
Yoshihiro Nishimura, Ruggero Deodato, Jeremy Kasten
- Scénario : Amanda L. Manuel
- Histoire : Ray Garton
- Musique : Maurizio Guarini et Steven Severin
- Producteur : Amanda L. Manuel
- Production : Harbinger International
- Pays de production :  Canada,  Italie,  Allemagne,  Espagne
- Langues originales : Allemand, Espagnol, Anglais, Japonais
- Genre : Horreur, Anthologie
- Durée : 108 minutes
- Date de sortie : 
  - États-Unis : 22 mars 2013
  - Belgique : 16 avril 2014

## Distribution
- Christine Ahanotu
- Tony Todd
- Bai Ling
- Eihi Shiina
- et d'autres